# 洪約伯
洪約伯（1899年—1984年），又名洪約白，臺灣日治時期及戰後政治人物與醫師。

## 生平
1926年畢業於台北醫學專門學校，在潮州開業初稱三美醫院，後掛同仁醫院。曾任潮州醫師公會理事長、台灣省參議員，因參與二二八事件處理委員會，事件後被捕入獄，雖然後來獲釋，但其參議員職務被免除了。妻葉金蘭是馬偕早期信徒葉順之女。有子振仁（婦產科醫）、啟仁（心臟外科醫）、學仁（中學教員）及女仁女。
。
覆鼎金的洪約伯墓也是其家族墓，採用四面金字塔的造型，頂端立有十字架，金字塔四面刻有「1819年1月東港上陸」、「1972年3月立」等文字，目前已遷葬並拆除。

## 引用資料
1. ↑  . 1998年11月.